# 內部書
內部書是指只面向中华人民共和国高层出版發行的僅供內部參考的翻譯著作，為近代中國獨特政治文化之下的產物。內部書也稱灰皮書（內部書最廣為流傳的同種書）或皮書，因其內部發行和選材與內部書無異，只是書皮有特別的用色而已，嚴格來說是內部書的一種。

## 特色
灰皮書與內部書一樣，只以一種顏色的書皮作封面的書種；灰皮書是其中一種，還有黃皮書（依據該套書種以何顏色之書皮作封面而定）。按內容性質的不同，黃皮書為文藝書籍，灰皮書則為政治書籍，其他內部書則裝幀參差。
通常內部書在封面與版權頁上皆顯著印有「內部發行，僅供研究」、「內部讀物」、「供內部參考」等字樣，有些更会标注发行范围如“限省部级以上”或是在前言等处详细解释发行范围及限制引用范围；「內部書」一名源於此。另有一种“限国内发行”的图书，多是由于版权等问题限制销售范围，中国内地一般民众可以自由购买，但仍有一定限制：一般禁止公开上架销售，并禁止携带出境。

## 歷史
據王曉建考據：內部書是從1950年代開始從以前的「內部資料」結集演化而來（詳見外部連結），是伴隨著中國近代的政治運動而來的；從反右运动開始加劇，至整個文化大革命時期為全盛期。反右期間，外國的文學著作被列入「內部書」名單，如薄伽丘著《十日談》（新文藝出版社1958年初版，印數五千冊）、傑羅姆·大衛·塞林格著《麥田裡的守望者》（施咸榮譯，人民文學出版社1963年出版）。
文革前夕，中國官方出版社為了迎合「反帝國主義、反修正主義」這類意識型態劇烈鬥爭的政治需要，以內部名義翻譯出版一些作為反面（即中國共產黨言論中的反動）教材的西方文藝與政治理論書籍，目的是為領導機關和高級研究部門批判提供資料。內部書是專賣品，不對外公開發行和宣傳，其發行量甚少。在季米文中（見外部連結）提及，若要購買的話，需在書店的「內部書」門市部出示「省軍級」介紹信等證明才可以。
王曉建一文更列舉多部曾成為內部書的書種，諸如歐洲各國、美國、社會主義國家之蘇聯、南斯拉夫的政治人物之回憶錄或著作，叛變的中國共產黨早期人物（往後介紹的黑皮書書種人物）之回憶錄或著作，全國政協或省政協編著的文史資料，與中共黨史部門編著之黨史資料匯編等。在文革的單一思想環境下，當時內部書的書種實不勝數，連各種流派作家的小說、各國通史、科學史，甚至是《辭海》等工具書、部分外語學習書也成為過內部書。而因涉及政治原因，出版社不公佈內部書目，內部書目只能從各地坊間的收集者資料匯編出來。
文革結束後，隨著1980年代起中國開始以「改革開放」旗號對外開放，言論自由相對於文革時期有所開放，引進、翻譯的書種增多，內部書亦相對式微；內部書門市亦萎縮，這類神秘的內部書流傳至二手書集散地或大學時，才開始給百姓認識其存在。因沒有再版，當時的內部書至今已成收藏品。在大學圖書館裡仍常見到以內部發行之名的自行印製的工具書；而過去以內部書形式出版的，現在也可正式公開發行，不過數量不一；但亦有指出：當年的內部書譯著功夫與現在同部著作相比更好，而且亦有少部分譯著由全本變為選本（即只出版部分篇章）等變化。
1984年11月，中共中央辦公廳曾發出通知，以參照內部書出版方法翻譯出版國外社會科學專著共153種，並對個別反共書籍嚴格審查出版；其他則按照“內部發行”與“公開發行”兩種發行形式，直接發至該人手中。這套專著成為《現代外國政治學術著作選譯》，而被批准出版的極個別反共書籍也開始成為內部書之列。
2004年3月，人民出版社以其副牌東方出版社名義再次發行《現代稀見史料書系》，發行一套八種共十冊的「黑皮書」；書的前言稱：「『灰皮書』1980年代初出版至今，還未聽說有不贊成在有控制的範圍內出版它的，也未見到它有甚麼不良反映。」此書再版，亦經過有關部門批次和報備；而據不同地方的讀者稱這書名為內部書，實際已變成公開發售之列。
另外，1994年，中國前衛藝術家艾未未彷效灰皮書封面出版藝術書籍；從現象看，這只是藉著灰皮書在文革上的地位來賦予價值。

## 灰皮書列表
（簡介摘自沈展志文章，詳見外部連結。）西方學者研究社會主義、共產主義的著述；東歐共產主義陣營內的異見人士批判斯大林主義的著作；從蘇聯流亡或出走西方的各色人等揭露蘇聯鐵幕和斯大林獨裁統治的著作；著名的「機會主義分子」、「修正主義分子」（如巴枯寧、拉薩爾、伯恩斯坦、考茨基、鮑威爾、托洛茨基等）言論；國際共產主義運動的資料和著作；蘇共黨內鬥爭資料和著作等等。
- 《新階級：對共產主義制度的分析》德熱拉斯 著（世界知識出版社1963年版、中共中央政法委員會理論室1981年版）
- 《美國與中國》費正清 著
- 《在祖國的一年》普列漢諾夫 著（1917-1918年言論全集，三聯書店1980年版）
- 《普列漢諾夫機會主義文選》（1903-1908）（三聯書店1964年版）
- 《現代外國政治學術著作選譯》（由25家出版社於1980年代初期聯合發行）

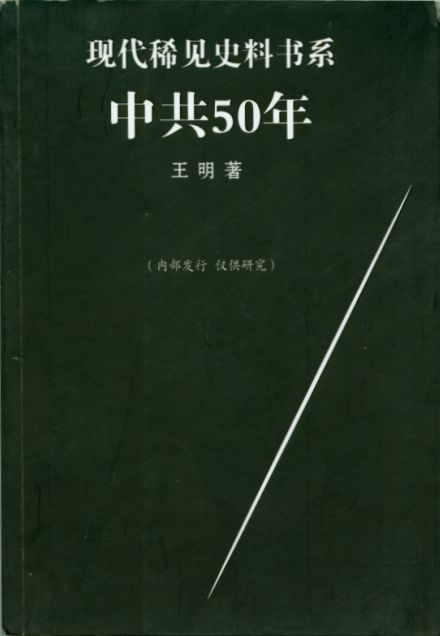
《中共50年》書影

黃皮書列表請見外部連結。

## 黑皮書
人民出版社以其副牌东方出版社的名义、用“黑皮书”的形式重新出版这批书。
- 《雙山回憶錄》王凡西 著，2004年3月出版，ISBN 750601702
- 《鄭超麟回憶錄》鄭超麟 著，2004年5月出版，ISBN 7506017075
- 《中國紀事》（德國）奧托·布勞恩 著，2004年3月出版，ISBN 7506017040
- 《延安日記》（蘇聯）彼得·弗拉基米洛夫 著，2004年3月初版，ISBN 7506017032
- 《苦笑錄》陳公博 著，2004年6月出版，ISBN 7506017067
- 《我的回憶》張國燾 著，2004年5月出版，ISBN 7506017016
- 《中共50年》王明 著，2004年3月出版，ISBN 7506017008
- 《莫斯科中山大學和中國革命》盛岳（盛忠亮） 著，2004年3月出版，ISBN 7506017059

## 外部連結及參考書目
- 談文革期間的“黃皮書”、“灰皮書”[永久]季米 著，人民網（有詳細黃皮書書目）
- 何謂皮書？ 沈展志 著，2005年8月22日南方都市報
- 兩套新書面世的啟示，閔大洪 著，博客中國，2004年5月18日
- 中央辦公廳轉發中央宣傳部《關於翻譯出版外國學術著作情況和意見的報告》的通知，1984年11月26日
- 中國「內部書現象」王曉建 著，2006年7月3日北京日報
- 十日談 （页面存档备份，存于），西波涅 著，2006年7月9日澳門日報副刊
- 我了解的「黄皮书」出版始末 （页面存档备份，存于），张福生 著，2006年9月5日光明日報
- 黄皮书的功能变迁 （页面存档备份，存于），梁子民、毕文昌 著，2006年9月6日中國青年報冰點周刊
- 關於「內部書」：雜憶與隨感，孙绳武 著，2006年9月14日中華讀書報
- 《灰皮書，黃皮書》沈展雲 著，花城出版社2007年1月初版，ISBN 9787536049987